# 948

## Nașteri
- dată necunoscută: Bermundo al II-lea de Leon  (d. 999)
- dată necunoscută: Otto-Henric de Burgundia  (d. 1002)
- dată necunoscută: Otto I de Carintia  (d. 1004)
- dată necunoscută: Emma de Blois ducesă de Aquitania și contesă de Poitiers (d. 1003)

## Decese
- 15 iunie: Roman I Lecapenos  (n. 870)
- 10 decembrie: Herman I de Suabia  (n. ?)